# قائمة رؤساء كوبا
هذه قائمة رؤساء كوبا منذ عام 1869 ورؤساء ما بعد الاستقلال عام 1902.
كان رئيس كوبا رئيس الدولة من عام 1902 إلى 1976 (وفقًا لدساتير 1901 و1940). ألغي منصب الرئيس من عام 1976 إلى 2019 (وفقًا لدستور 1976) واستبدل برئيس مجلس الدولة بدلاً منه. أعيد منصب الرئيس في 24 فبراير 2019 (وفقًا لدستور 2019)، الرئيس الحالي هو ميغيل دياز كانيل، ويشغل المنصب منذ 19 أبريل 2018.
| الرقم                                                        | الصورة                                   | الاسم (الميلاد–الوفاة)                          | الحزب                                                                             | فترة الحكم                                                            |
| ------------------------------------------------------------ | ---------------------------------------- | ----------------------------------------------- | --------------------------------------------------------------------------------- | --------------------------------------------------------------------- |
| دستور باراغوا القادة العسكريون خلال حرب الأعوام العشرة       |                                          |                                                 |                                                                                   |                                                                       |
| -                                                            |                                          | كارلوس مانويل دي سيسبيدس 1819-1874              | مستقل                                                                             | 10 أبريل 1869 - 1873                                                  |
| -                                                            |                                          | سالفادور سيسنيروس بيتانكورت 1828-1914           | محافظ                                                                             | 1873 - 1875                                                           |
| -                                                            |                                          | خوان باتيستا سبوتورنو 1832-1917                 | تحرري                                                                             | 1875 - 29 مارس 1876                                                   |
| -                                                            |                                          | توماس إسترادا بالما (1832–1908)                 | تحرري                                                                             | 29 مارس 1876 - 19 أكتوبر 1877                                         |
| -                                                            |                                          | فرانسيسكو خافيير دي سيسبيدس 1821-1903           | محافظ                                                                             | 19 أكتوبر - 13 ديسمبر 1877 (اعتقلته القوات الإسبانية في نوفمبر)       |
| -                                                            |                                          | بيسنته غارسيا غوانزاليز 1833-1886               | محافظ                                                                             | 13 ديسمبر 1877 - 16 مارس 1878                                         |
| دستور باراغوا                                                |                                          |                                                 |                                                                                   |                                                                       |
| -                                                            |                                          | مانويل دي خيسوس كالبار 1832-1895                | محافظ                                                                             | 16 مارس - 27 مايو 1878                                                |
| لم تكن هنالك جمهورية للفترة من 28 مايو 1878 حتى 27 مايو 1895 |                                          |                                                 |                                                                                   |                                                                       |
| حكومة ما قبل الدستور                                         |                                          |                                                 |                                                                                   |                                                                       |
| -                                                            |                                          | خوسيه مارتي 1853-1895                           | الحزب الثوري الكوبي                                                               | 28 مايو 1895                                                          |
| دستور خيماغوايا                                              |                                          |                                                 |                                                                                   |                                                                       |
| -                                                            |                                          | سالفادور سيسنيروس بيتانكورت 1828-1914           | الحزب الثوري الكوبي                                                               | 1895 - 1897                                                           |
| دستور يايا                                                   |                                          |                                                 |                                                                                   |                                                                       |
| -                                                            |                                          | بارتولومه ماسو إي ماركيز                        | الحزب الثوري الكوبي                                                               | 1897 - 1899                                                           |
| الحكام المعينون من قبل الولايات المتحدة                      |                                          |                                                 |                                                                                   |                                                                       |
| -                                                            |                                          | جون بروك (1838–1926)                            | حاكم عسكري عينته الولايات المتحدة                                                 | 1899                                                                  |
| -                                                            |                                          | ليونارد وود (1860–1927)                         | حاكم عسكري عينته الولايات المتحدة                                                 | 1899 - 20 مايو 1902                                                   |
| رؤساء جمهورية كوبا                                           |                                          |                                                 |                                                                                   |                                                                       |
| 1                                                            |                                          | توماس إسترادا بالما (1832–1908)                 | الحزب المعتدل                                                                     | 20 مايو 1902 – 28 سبتمبر 1906                                         |
| الحكام المعينون من قبل الولايات المتحدة                      |                                          |                                                 |                                                                                   |                                                                       |
| –                                                            |                                          | ويليام هوارد تافت (1857–1930)                   | حاكم عينته الولايات المتحدة                                                       | 28 سبتمبر– 13 أكتوبر 1906                                             |
| –                                                            |                                          | تشارلز إدوارد ماغون (1861–1920)                 | حاكم عينته الولايات المتحدة                                                       | 13 أكتوبر 1906 – 28 يناير 1909                                        |
| رؤساء جمهورية كوبا                                           |                                          |                                                 |                                                                                   |                                                                       |
| 2                                                            |                                          | خوسيه ميغيل غوميز (1858–1921)                   | الحزب الليبرالي                                                                   | 28 يناير 1909 – 19 مايو 1913                                          |
| 3                                                            |                                          | ماريو غارسيا مينوكال (1866–1941)                | الحزب المحافظ                                                                     | 20 مايو 1913 – 19 مايو 1921                                           |
| 4                                                            |                                          | ألفريدو زاياس ذ ألفونسو (1861–1934)             | الحزب الكوبي الشعبي - التحالف الوطني                                              | 20 مايو 1921 – 19 مايو 1925                                           |
| 5                                                            |                                          | جيراردو ماشادو (1871–1939)                      | الحزب التحرري                                                                     | 20 مايو 1925 – 12 أغسطس 1933 في المنفى بعد 12 أغسطس 1933              |
| –                                                            |                                          | ألبرتو إريرا إي فرانتشي (1874–1954)             | عسكري                                                                             | 12 – 13 أغسطس 1933 رئيس مؤقت                                          |
| –                                                            |                                          | كارلوس مانويل دي سيسبيديس إي كيسادا (1871–1939) | المجتمع الثوري (A.B.C.)                                                           | 13 أغسطس – 5 سبتمبر 1933 رئيس مؤقت                                    |
| اللجنة التنفيذية للحكومة المؤقتة في كوبا                     | اللجنة التنفيذية للحكومة المؤقتة في كوبا | اللجنة التنفيذية للحكومة المؤقتة في كوبا        | اللجنة التنفيذية للحكومة المؤقتة في كوبا                                          | 5 – 10 سبتمبر 1933                                                    |
| –                                                            |                                          | رامون غراو (1887–1969)                          | الحزب الكوبي الثوري                                                               | 5 – 10 سبتمبر 1933                                                    |
| –                                                            |                                          | غييرمو بورتيلا إي مولر (1886–1958)              | الحزب التحرري                                                                     | 5 – 10 سبتمبر 1933                                                    |
| –                                                            |                                          | خوسيه ميغيل إيريساري إي غاميو (1895–1968)       | الحزب المحافظ                                                                     | 5 – 10 سبتمبر 1933                                                    |
| –                                                            |                                          | سيرخيو كاربو إي موريرا (1891–1971)              | الحزب الكوبي الشعبي - التحالف الوطني                                              | 5 – 10 سبتمبر 1933                                                    |
| –                                                            |                                          | بورفيريو فرانكا ألباريز دي لا كامبا (1878–1950) | الحزب التحرري                                                                     | 5 – 10 سبتمبر 1933                                                    |
| رؤساء جمهورية كوبا                                           |                                          |                                                 |                                                                                   |                                                                       |
| 6                                                            |                                          | رامون غراو (1887–1969)                          | الحزب الكوبي الثوري                                                               | 10 سبتمبر 1933 – 15 يناير 1934                                        |
| –                                                            |                                          | كارلوس هيفيا (1900–1964)                        | الحزب الكوبي الثوري                                                               | 15 – 18 يناير 1934 رئيس مؤقت                                          |
| –                                                            |                                          | مانويل ماركيز ستيرلينغ (1872–1934)              | مستقل                                                                             | 18 يناير 1934 رئيس مؤقت                                               |
| –                                                            |                                          | كارلوس ميندييتا (1873–1960)                     | الاتحاد الوطني                                                                    | 18 يناير 1934 – 11 ديسمبر 1935 رئيس مؤقت                              |
| –                                                            |                                          | خوسيه أغريبينو بارنيت (1864–1945)               | الاتحاد الوطني                                                                    | 11 ديسمبر 1935 – 19 مايو 1936 رئيس مؤقت                               |
| 7                                                            |                                          | ميغيل غوميز ماريانو (1889–1950)                 | الاتحاد الوطني                                                                    | 20 مايو – 24 ديسمبر 1936                                              |
| 8                                                            |                                          | فيديريكو لاريدو برو (1875–1946)                 | الاتحاد الوطني                                                                    | 24 ديسمبر 1936 – 9 أكتوبر 1940                                        |
| 9                                                            |                                          | فولغينسيو باتيستا (1901–1973)                   | التحالف الاشتراكي الديمقراطي (CSD)                                                | 10 أكتوبر 1940 – 9 أكتوبر 1944                                        |
| 10                                                           |                                          | رامون غراو (1887–1969)                          | الحزب الكوبي الثوري (الأصيل)                                                      | 10 أكتوبر 1944 – 9 أكتوبر 1948                                        |
| 11                                                           |                                          | كارلوس بريو سوكاراس (1903–1977)                 | الحزب الكوبي الثوري (الأصيل)                                                      | 10 أكتوبر 1948 – 10 مارس 1952                                         |
| (9)                                                          |                                          | فولغينسيو باتيستا (1901–1973)                   | عسكري حزب العمل المتحد حزب المعل التقدمي                                          | 10 مارس 1952 – 24 قبراير 1955 رئيس مؤقت 24 فبراير 1955 – 1 يناير 1959 |
| –                                                            |                                          | أنسيلمو أليغرو وميلا (1899–1961)                | الحزب التقدمي                                                                     | 1 – 2 يناير 1959 رئيس مؤقت                                            |
| –                                                            |                                          | كارلوس مانويل بييدرا (1895–1988)                | مستقل                                                                             | 2 – 3 يناير 1959 رئيس مؤقت                                            |
| 13                                                           |                                          | مانويل أوروتيا أيو (1901–1981)                  | مستقل                                                                             | 3 يناير – 18 يوليو 1959                                               |
| 14                                                           |                                          | اوسبالدو دورتيكوس تورادو (1919–1983)            | منظمات الثورية المتكاملة حزب الثورة المتحدة الاشتراكي الكوبي الحزب الشيوعي الكوبي | 18 يوليو 1959 – 2 ديسمبر 1976                                         |
| رئيس مجلس الدولة في كوبا                                     |                                          |                                                 |                                                                                   |                                                                       |
| 15                                                           |                                          | فيدل كاسترو (1926–2016)                         | الحزب الشيوعي الكوبي                                                              | 2 ديسمبر 1976 – 24 فبراير 2008                                        |
| –                                                            |                                          | راؤول كاسترو (1931– )                           | الحزب الشيوعي الكوبي                                                              | 31 يوليو 2006 – 24 فبراير 2008 قائم بأعمال الرئيس                     |
| 16                                                           | 24 فبراير 2008 – 19 أبريل 2018           | راؤول كاسترو (1931– )                           | الحزب الشيوعي الكوبي                                                              |                                                                       |
| 17                                                           |                                          | ميغيل دياز كانيل (1960–)                        | الحزب الشيوعي الكوبي                                                              | 19 أبريل 2018 – 10 أكتوبر 2019                                        |
| رئيس الجمهورية                                               |                                          |                                                 |                                                                                   |                                                                       |
| 17                                                           |                                          | ميغيل دياز كانيل(1960–)                         | الحزب الشيوعي الكوبي                                                              | 10 أكتوبر 2019                                                        |

## روابط خارجية
- World Statesmen.org: profile of Cuba